# Precipitevolissimevolmente

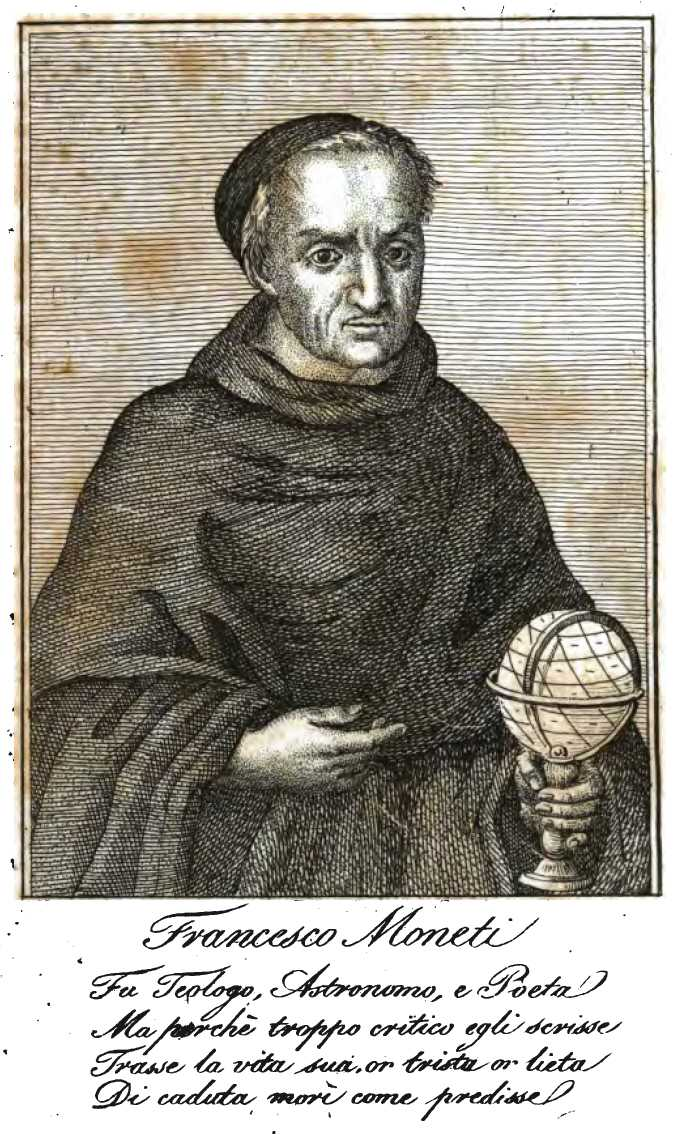
Ritratto di Francesco Moneti

Precipitevolissimevolmente è la parola d'autore (non appartenente al linguaggio scientifico e/o matematico) più lunga della lingua italiana con le sue 26 lettere e 11 sillabe. 
Nella lingua italiana esistono parole più lunghe, come psiconeuroendocrinoimmunologia, che ha 30 lettere e 13 sillabe, o ciclopentanoperidrofenantrene (29 lettere e 12 sillabe), o anche i nomi di alcuni composti chimici che sono ancora più lunghi, ma sono parole appartenenti al lessico medico-scientifico e non parole d'autore. 

## Storia

### Origine
L'avverbio (che significa "in modo assai rapido, precipitevole") fu coniato nel 1677 da Francesco Moneti per esigenze poetiche ne La Cortona convertita:
(Francesco Moneti, La Cortona convertita, canto III, LXV)
Lo scopo del Moneti era di ottenere una parola che fosse di per sé un endecasillabo, stravolgendo le norme grammaticali della lingua italiana, infatti il superlativo corretto dell'avverbio "precipitevolmente" sarebbe "precipitevolissimamente", che ha tre lettere e una sillaba in meno.
Un antecedente di avverbio endecasillabo, costruito nella stessa falsariga, è "sovramagnificentissimamente", citato da Dante Alighieri nel De vulgari eloquentia, di 27 lettere, il quale però non appare nel vocabolario della lingua italiana.

### Diffusione
La parola fu poi riutilizzata per la prima volta da Andrea Casotti nell'opera burlesca La Celidora, ovvero Il governo di Malmantile del 1734:
(Andrea Casotti, La Celidora)
Anche Carlo Goldoni nella commedia  Il teatro comico del 1750 (atto I, scena 11) la utilizza come espediente "buffo":
L'avverbio fu accettato, nei secoli XVIII-XIX, esclusivamente come uno «scherzo, il quale, benché giudiziosamente omesso dalla Crusca, in tutte le edizioni, tuttavia poté essere graziosamente ripetuto», come ricorda ancora nel 1831 il noto linguista Giacinto Carena.
Nel 1949 venne riutilizzato da Guido Martina nella versificazione in terzine dantesche della storia a fumetti L'inferno di Topolino, precisamente nell'ultima tavola della prima puntata:
(Guido Martina, L'inferno di Topolino, da Topolino n.7, ottobre 1949)
La parola ha dato il titolo a una canzone incisa nel 1962 dalla cantante italiana Caterina Valente.
La parola è presente nel testo della canzone È solo un gioco (Zecchino d'Oro 2006).